# Janice Theodoro da Silva
Janice Theodoro da Silva OME (São Paulo, 24 de outubro de 1948) é uma historiadora e professora universitária brasileira. Ela é doutora em história pela Universidade de São Paulo e professora titular aposentada da Faculdade de Filosofia, Letras e Ciências Humanas na mesma universidade.

## Vida
Nascida na capital paulista, Janice Theodoro cursou o ensino básico em uma escola administrada por dominicanos antes de ingressar no ensino superior, quando foi aprovada no vestibular da Faculdade de Filosofia, Letras e Ciências Humanas da Universidade de São Paulo (USP) durante a década de 1960.
Após ingressar na Universidade, ela desenvolveu uma ativa militância política entre os anos de 1968 e 1971, quando foi uma das lideranças do movimento estudantil da USP, sendo um dos membros do Partido Operário Comunista (POC).
Em abril de 1971, no auge da ditadura militar de 1964, Janice chegou a ser presa pelo DOI-Codi/SP, tendo passado quase sete meses de prisão pelo Deops/SP e pelo Presídio Tiradentes.
Em 1972, ela concluiu a graduação em História pela FFLCH-USP. Em seguida, ela ingressou no mestrado em História na própria USP, defendendo em 1975 sua dissertação denominada "Raízes da ideologia do planejamento: 1889-1930". E, então, ingressou no doutorado também na mesma instituição e sob a mesma orientação pelo professor José Sebastião Witter, quando defendeu em 1981 a tese "São Paulo 1554-1880 - Discurso Ideológico e Organização Espacial".
Em 2018, durante o Governo Temer, Janice Theodoro recebeu a comenda honorífica de Grão-Mestre da Ordem Nacional do Mérito Educativo, em virtude de sua contribuição para o Ministério da Educação ao ser uma das redatoras da Base Nacional Comum Curricular em conjunto com outros professores, tais como Sonia M. Vanzella Castellar, Maria Augusta Querubim R. Pereira, Suraya Cunha, Jussara Tortella, José Alves de Freitas Neto, Gláucia Marote Ferro, Cristina Leite, Adriana Ranelli Weigel, Andréa Dal Coleto, entre outros.

## Pensamento
É autora de importantes obras na área de História Colonial e História da América a exemplo de sua tese de livre docência denominada "América barroca: tema e variações" e defendida em 1991.
Utilizando uma historiografia baseada em uma crítica das fontes, ela apresenta uma leitura reflexiva sobre as diversas revoltas que ocorreram na América Colonial, como se observa na seguinte passagem:
| “                                 | (...) ao analisar diversos movimentos ocorridos na América observamos que não se trata de uma consciência política da dominação, sustentada em tradições ancestrais indígenas, que avança, progride e rompe com a dominação. Trata-se de movimentos, com base em uma ética política construída a partir da conquista, que questiona às formas injustas, portanto não equitativas, do exercício do poder. Em suma, a partir de um mesmo modelo político os súditos insatisfeitos – fossem eles indígenas, mestiços ou criolos – encontraram as justificações acertadas para cobrarem de maneira violenta, até mesmo com a morte de seus opositores, o “bom governo” e a defesa do “bem comum”. | ” |
| — Janice Theodoro da Silva (2011) | |   |

## Prêmios e homenagens
Em 2018, recebeu a comenda da Ordem Nacional do Mérito Educativo no grau de Cavaleiro.
Em abril de 2023, a Universidade Estadual de Campinas (UNICAMP) organizou um evento chamado "30 Anos de América Barroca: uma homenagem a Janice Theodoro e sua trajetória", encontro científico realizado em homenagem à vida e obra de Janice Theodoro.

## Obras
- Raízes da ideologia do planejamento : Nordeste (1889-1930) (1978).
- São Paulo, 1554-1880: discurso ideológico e organização espacial (1984).[6]
- Descobrimentos e Colonização (1988).
- América barroca: tema e variações (1992).
- América Latina: Imagens, Imaginação e Imaginário (1997)
- Arquitetura escolar paulista: anos 1950 e 1960 (2006)
- Alexandre de Gusmão, um diplomata na corte. Imprensa Oficial do Estado de S. Paulo, 2006.